# Клюмпке-Робертс, Доротея
Доротея Клюмпке-Робертс (англ. Dorothea Klumpke Roberts; 9 августа 1861, Сан-Франциско — 5 октября 1942, там же) — американский астроном. Работала в Парижской обсерватории, затем проводила исследования совместно с мужем, астрономом из Уэльса Айзеком Робертсом. Стала первой женщиной, защитившей докторскую диссертацию в Парижском университете; первой, получившей «Премию для женщин» Астрономического общества Франции; первой женщиной — членом Парижской академии наук, а также первой женщиной, осуществившей астрономические наблюдения с воздуха.

## Биография
Доротея Клюмпке родилась в Сан-Франциско в 1861 году. Её отцом был эмигрант из Германии Джон Герард Клюмпке, приехавший со своей семьей в Калифорнию в годы Золотой лихорадки. Доротея, пятеро её сестёр и двое братьев получили прекрасное образование: родители посылали их учиться в лучшие школы Германии, Швейцарии и Франции. Многие из них впоследствии добились известности, включая художницу Анну Элизабет, скрипачку Джулию, пианистку Матильду и невролога Августу Клюмпке.
В 1886 году Доротея получила диплом бакалавра математики и математической астрономии в Парижском университете. Темой её диссертации были математические методы исследования колец Сатурна (на основе незавершённой работы Софьи Ковалевской). Позднее, в 1893 году, она стала первой женщиной, получившей в Парижском университете докторскую степень.
В 1887 году Доротея Клюмпке начала работать в Парижской обсерватории, где занималась фотографическими методами определения собственных движений звёзд. Когда обсерватория, по инициативе Международного астрономического конгресса, запустила масштабный международный проект Carte du Ciel, предполагавший фотографирование большого участка неба, Доротея возглавила бюро измерений и руководила проектом с 1891 по 1901 год. За эту работу она получила «Женскую премию» (Prix des Dames) Французского астрономического общества в 1889 году, а также, в 1893 году, стала членом Парижской Академии наук. В том же году одна из её работ по астрономической картографии получила крупную денежную премию на Всемирной выставке в Чикаго.
В 1899 году Доротея Клюмпке стала первой женщиной, осуществившей астрономические наблюдения с воздуха. Она была в группе исследователей, поднявшихся на воздушном шаре на высоту 500 метров, чтобы наблюдать за метеорным потоком Леониды. Клюмпке, вместе с коллегами, провела на воздушном шаре пять часов в ночь с 15 на 16 ноября 1899 года; за это время им удалось зарегистрировать 30 метеоров, из которых 12 относились к Леонидам.
В 1901 году Доротея Клюмпке вышла замуж за Айзека Робертса, астронома-любителя и одного из пионеров астрономической фотографии. Они поселились в Англии, где Робертс построил собственную прекрасно оборудованную обсерваторию, и совместно вели астрономические исследования. После смерти Робертса в 1904 году Доротея вернулась во Францию, где жила с матерью и одной из сестёр. Она также продолжила дело покойного мужа и в 1929 году опубликовала его «Atlas of 52 Regions, Guide to William Herschel’s Fields of Nebulosity». За эту работу Французская академия наук наградила её в 1932 году премией Hélène-Paul Helbronner. В 1934 году Доротея Клюмпке получила Орден Почётного легиона за свой многолетний вклад в астрономию.
В 1930-х годах Доротея Клюмпке-Робертс вернулась в Сан-Франциско, где продолжала заниматься астрономией. Она также создала фонд Клюмпке-Робертс, в память о родителях и муже, на базе которого впоследствии была учреждена одноимённая премия, вручаемая за популяризацию астрономии.
Доротея Клюмпке-Робертс умерла в Сан-Франциско 5 октября 1942 года. В её честь были названы астероиды (339) Доротея и (1040) Клюмпкея.